# И-инь
И-инь 伊尹 (имя при рождении 伊挚, тж. 阿衡) — министр при первом государе династии Шан (Чэн Тан 成湯), знаменитый своей помощью в свержении предыдущей династии. Имя И-иня засвидетельствовано в многочисленных гадательных надписях. Ему приносились жертвоприношения наряду с членами царского клана.
Образ И-иня часто появляется в китайской литературе доимперского периода при обсуждении личных качеств министра и взаимодействия между государем и советником. Первое упоминание принадлежит самому Чжоу-гуну. И-иню традиционно приписывается авторство нескольких глав «Шу цзина» (伊訓, 太甲, 咸有一德).
В подаче Мэн-цзы И-инь изображается крестьянином, к которому Тан, ещё не будучи монархом, обращается за наставничеством.
Альтернативное мнение древнекитайских историографов представляет И-иня узурпатором, который отстранил от власти императора Тай Цзя и через 7 лет был им убит. Любопытным образом, летопись Цзо-чжуань представляет синтез между противоречивыми сведениями: утверждается, что Тай Цзя пошел против установлений Тана, за что подвергся ссылке и трехгодичному «усовещвлению» со стороны И-иня. Как результат, Тай Цзя раскаялся и «не испытывал обиды».
«Ши цзи» и «Шан шу» приписывают И-иню создание двух произведений, 女鳩 и 女房/汝方.

## Образ И-иня в имперскую эпоху
Элемент «хэн» 衡, часть имени И-иня, стал вторым компонентом в титуле «цзайхэн» 宰衡, который Ван Ман присвоил себе незадолго до узурпации.